# James C. Dobbins
James Carter Dobbins, né en 1949, est un universitaire, japonologue et professeur américain de religion et d'études d'Asie de l'Est au Oberlin College à Oberlin dans l'Ohio.

## Carrière
En 1971, Dobbins reçoit son Bachelor of Arts au Rhodes College puis un Master of Arts à l'université Yale en 1976 et un Ph.D. toujours à Yale en 1984. Dobbins est professeur d'études de l'Asie de l'Est à la chaire James H Fairchild du collège Oberlin.

## Publications (sélection)
Un aperçu statistique des ouvrages de et sur James Dobbins réalisé par OCLC/WorldCat recense plus de 8 ouvrages dans plus de 20 publications en 3 langues et plus de 700 fonds de bibliothèque.
- The Emergence of Orthodoxy: a Historical Study of Heresy in the Early Jōdo Shinshū (1984)
- From Inspiration to Institution: The Rise of Sectarian Identity in Jōdo shinshū (1986)
- Jōdo Shinshū: Shin Buddhism in Medieval Japan (1989)
- 恵信尼の書簡: 仏教に生きた中世の女性 (1989)
- The Legacy of Kuroda Toshio (1996)
- Letters of the Nun Eshinni: Images of Pure Land Buddhism in Medieval Japan (2004)

Articles
- Women's Birth in Pure Land as Women: Intimations from the Letters of Eshinni, The Eastern Buddhist, vol. 28, no 1 (printemps 1995), pp. 108-22.
- The Biography of Shinran: Apotheosis of a Japanese Buddhist Visionary, History of Religions, vol. 30, no 2 (novembre 1990), pp. 179-96.
- From Inspiration to Institution: The Rise of Sectarian Identity in Jodo Shinsho, Monumenta Nipponica, vol. 41, no 3 (automne 1986), pp. 330-43.

## Source de la traduction
- (en) Cet article est partiellement ou en totalité issu de l’article de Wikipédia en anglais intitulé « James C. Dobbins » (voir la liste des auteurs).